# Semmelweis (film, 1952)
A Semmelweis 1952-ben bemutatott fekete-fehér magyar történelmi filmdráma Bán Frigyes rendezésében, Apáthi Imre, Thurzó Margit és Uray Tivadar főszereplésével. A film a 19. századi úttörő magyar orvos, Semmelweis Ignác, „az anyák megmentője” életútján alapul. Díszleteit Pán József művészeti vezető tervezte.

## Szereposztás
- Apáthi Imre – Semmelweis Ignác
- Thurzó Margit – Wágner Krisztina
- Uray Tivadar – Klein professzor
- Horváth Jenõ – Hebra professzor
- Timár József – Rakitansky professzor
- Egri István – Skoda professzor
- Pándy Lajos – Markusovszky Lajos
- Deák Sándor – Balassa János
- Darvas Iván – Michaelis professzorok
- Komlós Juci – Semmelweisné
- Balogh Erzsi – Hebráné
- Ungváry László – Dr. Scanzoni
- Molnár Tibor – Hamerlin
- Bilicsi Tivadar – Hammer kocsis
- Csók István – Báthory adjunktus
- Justh Gyula – Heiczman tanácsos
- Vándory Gusztáv – Főudvarmester
- Kertész Dezsõ
- Keresztessy Mária
- Kürthy György – Prokman rendõrfõnök
- Lédeczi Antal
- Lóth Ila
- Orbán Viola
- Rohonczy Judit
- Szentirmai Éva
- Tamás Benö
- József Tamás
- Bitskey Tibor – Diák
- Csákányi László – Rendõrspicli
- Deésy Alfréd – Udvari orvos
- Erdös Ilona
- Kovács Károly
- Misoga László – Gondnok
- Romhányi Rudolf – Rendõrspicli
- Zátony Kálmán
- Baracsi Ferenc – Diák
- Forró Géza
- Gosztonyi János – Diák

## Fordítás
- Ez a szócikk részben vagy egészben  a   Semmelweis (1952 film) című angol Wikipédia-szócikk fordításán alapul.  Az eredeti cikk szerkesztőit annak laptörténete sorolja fel. Ez a jelzés csupán a megfogalmazás eredetét és a szerzői jogokat jelzi, nem szolgál a cikkben szereplő információk forrásmegjelöléseként.